# Вознесенское (Пермский край)
Вознесенское — село в Верещагинском городском округе Пермского края России.

## История
В письменных источниках начинает упоминаться с 1782 года. Название восходит к каменной церкви во имя Вознесения Господня, которая была построена здесь в 1811 году. В 1929 году, в ходе коллективизации, был создан колхоз «Ильич» (позднее — им. Ильича), на базе которого, в 1965 году, был образован совхоз «Первомайский». До 2019 года являлось центром ныне упразднённого Вознесенского сельского поселения Верещагинского района.

## География
Село находится в западной части края, в пределах Верхнекамской возвышенности, на правом берегу реки Лысьвы, при автодороге 57К-0013, на расстоянии приблизительно 5 километров (по прямой) к северо-северо-западу (NNW) от города Верещагина, административного центра округа. Абсолютная высота — 142 метра над уровнем моря.
Климат
Климат характеризуется как умеренно континентальный, с морозной снежной зимой и коротким тёплым летом. Средняя многолетняя температура самого холодного месяца (января) составляет −15 °С (абсолютный минимум — −50 °С), температура самого тёплого (июля) — 18 °С (абсолютный максимум — 36 °С). Безморозный период длится в течение 120 дней. Среднегодовое количество осадков — 450—550 мм, из которых около 70 % приходится на период с апреля по октябрь.

## Население
| 2010 | 2021  |
| ---- | ----- |
| 1827 | ↘1681 |

Половой состав
По данным Всероссийской переписи населения 2010 года в половой структуре населения мужчины составляли 46,1 %, женщины — соответственно 53,9 %.
Национальный состав
Согласно результатам переписи 2002 года, в национальной структуре населения русские составляли 95 % из 1961 чел.

## Инфраструктура
Действуют средняя общеобразовательная школа, детский сад, детская музыкальная школа, врачебная амбулатория, физкультурный комплекс, дом культуры, библиотека, ветучасток, АТС и отделение связи.